# Sansarpur
Sansarpur is een census town in het district Jalandhar van de Indiase staat Punjab. 

## Demografie
Volgens de Indiase volkstelling van 2001 wonen er 4061 mensen in Sansarpur, waarvan 51% mannelijk en 49% vrouwelijk is. De plaats heeft een alfabetiseringsgraad van 75%. 

## Geboren in Sansarpur
- Gurdev Singh (1933-2024), hockeyer